# بيتر هارون فان دورن
بيتر هارون فـان دورن (بالإنجليزية: Peter Aaron Van Dorn)‏ هو محامي أمريكي، ولد في 12 سبتمبر 1773 في بياباك غلادستون في الولايات المتحدة، وتوفي في 1837 في مسيسيبي في الولايات المتحدة.